# Antonio Brú
Vous pouvez aider à l'améliorer ou bien discuter des problèmes sur sa page de discussion.
- Son texte doit être wikifié : il ne correspond pas à la mise en forme Wikipédia (style, typographie, liens internes, liens entre les wikis, etc.). (Marqué depuis novembre 2022)
- Il n’est pas rédigé dans un style encyclopédique. (Marqué depuis novembre 2022)
- Il est orphelin : moins de trois articles lui sont liés. Aidez à ajouter des liens en plaçant le code [[Antonio Brú]] dans les articles relatifs au sujet. (Marqué depuis novembre 2022)

Pour les articles homonymes, voir Bru.
Antonio Brú Espino, né en 1962, est un physicien théoricien et un professeur attaché au Département de mathématiques appliquées de l'Université Complutense de Madrid. 

## Carrière
Brú a obtenu son doctorat  en physique en 1995 à l'Université Complutense de Madrid. Son directeur de thèse était Miguel Ángel Rodríguez. Il commence sa carrière de chercheur en 1989 au Centro de Investigaciones Energéticas, Medioambientales y Tecnológicas (CIEMAT), dans le domaine du transport anormal et des systèmes complexes. En 1993, il crée son propre groupe de recherche pour étudier la croissance tumorale. En 2002, il rejoint le Conseil national espagnol de la recherche (CSIC).

## Recherche contre le cancer
Brú est surtout connu pour la controverse entourant ses recherches sur le cancer qui stipule (entre autres) que :
- Le facteur déterminant qui détermine la croissance des tumeurs solides n'est pas la recherche de nutriments, mais la recherche d'espace pour se développer.
- Les tumeurs solides peuvent être traitées uniquement par une amélioration de la réponse immunitaire, réalisable avec de fortes doses de Neupogen, un facteur de stimulation des colonies de granulocytes (G-CSF) couramment utilisé en oncologie afin de récupérer le niveau de ces cellules sanguines après la chimiothérapie.

La théorie de Brú découle de ses recherches mathématiques sur la croissance fractale des colonies de cellules tumorales in vitro. Cette croissance, selon ses études, afficherait un ensemble de caractéristiques distinctes en ce qui concerne les schémas de croissance et impliquerait une plus grande prolifération autour des limites tumorales. L'équipe de Brú a appelé ce modèle de croissance la dynamique universelle de la croissance tumorale. Cette théorie est actuellement reconnue comme l'une des équations possibles pour décrire la croissance tumorale.
La justification de l'utilisation de Neupogen serait que la concurrence d'une quantité massive de neutrophiles près du bord de la tumeur peut entraîner une population massive dans les concavités au bord de la tumeur, bloquant par conséquent sa croissance. Il a publié ses recherches dans Europhysics Letters (2003), le Biophysical Journal (2003) (où il développe la théorie MBE) et dans Physical Review Letters (2004).
Sa théorie fit la une de l'actualité en Espagne. Cela s'explique par un succès thérapeutique allégué sur deux patients, et le fait que Brú est un scientifique reconnu de l'Université Complutense, qui collabore avec des chercheurs du Conseil espagnol de la recherche scientifique CSIC et de l'hôpital San Carlos de Madrid, et qui est connu pour ses recherches de nature transdisciplinaire associant les mathématiques et la biologie.
Brú a publiquement demandé la possibilité de faire des essais cliniques afin de confirmer ses résultats. Cela a été impossible à ce jour. Cela a failli être fait à l'hôpital Ramón y Cajal  de Madrid. Il n'y a pas eu de consensus dans l'équipe de Brú en raison des conditions  :
- Un nombre statistiquement insignifiant de patients ;
- L'ajout d'un cas de mortalité dans les informations données pour le consentement du patient dont Brú n'avait pas connaissance ;
- L'animosité d'un membre potentiel de l'équipe.

En juin 2007, Brú a présenté une nouvelle proposition d'essai clinique à la Fundación Puigvert à Barcelone pour le cancer de la prostate. Elle a été rejetée par la Fondation.

## Controverse
Brú a été confronté à des attaques scientifiques et personnelles, ainsi qu'à une certaine dérision médiatique. Les réactions de la communauté espagnole de l'oncologie ont également été négatives, (appelant cette réponse de Brú). Elles ont entraîné l'annulation de conférences prévues. L'industrie pharmaceutique a rejeté son travail, ce que Brú attribue à la peur de perdre les bénéfices économiques dérivés des traitements conventionnels.
La SEOM (Association espagnole d'oncologie médicale) et la AECC (Association espagnole contre le cancer) ont fermement rejeté la thérapie proposée par Brú. La plupart des critiques reposent sur les arguments suivants :
- Sa théorie n'a pas été prouvée dans des études précliniques et le nombre d'animaux utilisés est trop faible pour être considéré comme statistiquement significatif[3] ;
- Brú est physicien et, selon les responsables de la SEOM, le suivi clinique de l'évolution du patient tel que celui du cas publié, doit être fait par des oncologues spécialisés ;
- Il n'a publié qu'un seul cas de patient sans biopsie[11],[12] ;
- En raison de ce qui précède, le succès sur le patient hépatique masculin a été rapporté dans un magazine sans facteur d'impact ; ce facteur, selon la SEOM, est essentiel pour mesurer la qualité scientifique d'un article[13] ;
- Ses recherches n'ont pas été suffisamment diffusées à la communauté scientifique dans des revues ou des réunions[13] ;
- Une partie des médecins qui ont initialement collaboré avec Brú ont mis fin à leur association, en raison de leur réticence envers ses hypothèses. La perte de ces chercheurs a laissé Brú avec une équipe de base composée d'amis proches et de parents[12].

Ces critiques ne tiennent pas compte des difficultés de faire des expériences cliniques, telles que celles exigées par Brú, sans pression adverse, tacite ou expresse ; de mesurer la qualité objective d'un article au moyen du facteur d'impact d'une revue ; de publier les résultats dans des revues scientifiques, en particulier, celles à fort facteur d'impact, sans approbation interne ; de diffuser des expériences ou des résultats lors d'une réunion sans résultats expérimentaux.
La plupart des critiques tournent autour du manque de données précliniques, et proviennent de la communauté oncologique, ainsi que d'autres experts de biophysiques.
Selon Brú, la thérapie n'a pas été suffisamment développée en raison d'une politique d'obstacles constants de la part de la communauté oncologique espagnole - obstacles qui pourraient être décrits comme du corporatisme et du mobbing systématique.
Brú a déclaré à plusieurs reprises qu'il était disposé à discuter davantage de ses recherches, à condition que ce soit  uniquement fondé sur des bases scientifiques et sous une supervision indépendante.